# Нью-Лондон (Айова)
Нью-Лондон (англ. New London) — місто (англ. city) в США, в окрузі Генрі штату Айова. Населення — 1910 осіб (2020).

## Географія
Нью-Лондон розташований за координатами 40°55′23″ пн. ш. 91°24′4″ зх. д. / 40.92306° пн. ш. 91.40111° зх. д. (40.923172, -91.401116).  За даними Бюро перепису населення США в 2010 році місто мало площу 2,61 км², уся площа — суходіл.

## Демографія
Згідно з переписом 2010 року, у місті мешкало 1897 осіб у 769 домогосподарствах у складі 517 родин. Густота населення становила 728 осіб/км².  Було 830 помешкань (318/км²).
Расовий склад населення:
| - 96,5 % — білих - 1,7 % — чорних або афроамериканців - 0,4 % — азіатів - 0,3 % — корінних американців |

До двох чи більше рас належало 1,1 %. Частка іспаномовних становила 0,9 % від усіх жителів.
За віковим діапазоном населення розподілялося таким чином: 26,1 % — особи молодші 18 років, 56,3 % — особи у віці 18—64 років, 17,6 % — особи у віці 65 років та старші. Медіана віку мешканця становила 38,7 року. На 100 осіб жіночої статі у місті припадало 95,0 чоловіків;  на 100 жінок у віці від 18 років та старших — 87,8 чоловіків також старших 18 років.
Середній дохід на одне домашнє господарство  становив 56 811 долар США (медіана — 46 830), а середній дохід на одну сім'ю — 67 756 доларів (медіана — 60 000). Медіана доходів становила 42 443 долари для чоловіків та 32 037 доларів для жінок. За межею бідності перебувало 13,7 % осіб, у тому числі 23,2 % дітей у віці до 18 років та 1,9 % осіб у віці 65 років та старших.
Цивільне працевлаштоване населення становило 811 осіб. Основні галузі зайнятості: виробництво — 27,3 %, освіта, охорона здоров'я та соціальна допомога — 24,2 %, роздрібна торгівля — 12,1 %, науковці, спеціалісти, менеджери — 7,9 %.